# Bătălia de la Isaszeg (1849)
Bătălia de la Isaszeg a fost o bătălie în Campania de Primăvară a Războiului de Independență al Ungariei din 1848 și 1849, care a avut loc pe 6 aprilie 1849 între Armata Imperiului Austriac și Armata Revoluționară Maghiară, completată cu voluntari polonezi. Maghiarii au fost victorioși.
Forțele austriece au fost conduse de feldmareșalul Alfred I, Prinț de Windisch-Grätz, în timp ce ungurii au fost conduși de generalul Artúr Görgei. Această bătălie a fost una din numeroasele confruntări armate între Armata Revoluționară Maghiară și Armata Contrarevoluționară Imperială și a fost unul dintre punctele de cotitură ale Războiului de Independență al Ungariei. Ea a precipitat o serie de eșecuri ale Armatelor Imperiale Habsburgice în perioada aprilie–mai 1849, forțându-le să se retragă de pe teritoriul ocupat în centrul și vestul Ungariei spre frontiera de vest și determinând Adunarea Națională Maghiară să adopte Declarația de Independență a Ungariei (față de Dinastia de Habsburg). De asemenea, ea a decis soarta lui Alfred I, Prinț de Windisch-Grätz, care a fost demis de la conducerea trupelor imperiale din Ungaria pe 12 aprilie 1849, la șase zile după înfrângere.

## Context
După Bătălia de la Kápolna din 26-27 februarie 1849, comandantul forțelor imperiale austriece, Alfred I, Prinț de Windisch-Grätz, a crezut că a distrus forțele revoluționare maghiare o dată și pentru totdeauna. El a scris pe 3 martie în raportul trimis la curtea imperială care se afla atunci la Olmütz că: „am sfărâmat hoardele rebele și voi fi în câteva zile la Debrețin” (capitala temporară a Ungariei). În ciuda acestui fapt el nu a atacat forțele maghiare, fiind lipsit de informații fiabile cu privire la efectivul forțelor cu care urma să se confrunte dacă ar fi traversat râul Tisa, și astfel, din cauza prudenței sale, a pierdut ocazia de a câștiga războiul.
În timp ce Windisch-Grätz era nehotărât dacă să atace sau nu, comandanții militari maghiari, care erau nemulțumiți de rezultatele dezamăgitoare obținute de generalul locotenent Henryk Dembiński în calitate de comandant suprem al forțelor maghiare și îl considerau vinovat pentru pierderea Bătăliei de l Kápolna, au început o „rebeliune”. Într-o întâlnire desfășurată la Tiszafüred, ei l-au forțat pe comisarul guvernamental Bertalan Szemere să-l demită pe generalul polonez și să-l numească în locul său pe Artúr Görgei. Acest lucru l-a înfuriat atât de tare pe Lajos Kossuth, președintele Comitetului de Apărare Națională (guvernul interimar al Ungariei), încât a vrut să-l execute pe Görgei pentru rebeliune. În cele din urmă, el a fost convins de sprijinul generalilor maghiari pentru Görgei și s-a răzgândit și a acceptat înlăturarea de la comandă a lui Dembiński, deși aversiunea lui față de Görgei l-a împiedicat să accepte alegerea lui ca succesor și l-a numit comandant militar suprem pe generalul locotenent Antal Vetter. Dar Vetter s-a îmbolnăvit pe data de 28 martie, așa că după două zile Kossuth a fost forțat să accepte numirea lui Görgei în funcția de comandant suprem temporar al forțelor militare ale Ungariei. Aceste zile și săptămâni de neliniște, incertitudine și schimbări i-ar fi putut oferi o oportunitate excelentă lui Windisch-Grätz pentru a traversa râul Tisa și a înfrânge armata maghiară o dată și pentru totdeauna.
Incertitudinea lui Windisch-Grätz a fost amplificată de atacurile diversioniste maghiare din sud: cel de la Szolnok de pe 5 martie și cel din nord din 24 martie, când un comando maghiar condus de maiorul Lajos Beniczky a atacat comandoul imperial condus de colonelul Károly Almásy la Losonc. Jumătate din soldații lui Almásy au fost luați prizonieri, iar Almásy i-a raportat lui Windisch-Grätz că a fost atacat de o armată formată din 6.000 de oameni. Din această cauză mareșalul austriac a dispus împrăștierea trupelor sale în toate direcțiile pentru a preveni un atac surpriză, temându-se în special că un atac dinspre nord i-ar fi periclitat șansele de reușită în asediul cetății Komárom și i-ar fi tăiat liniile de aprovizionare.

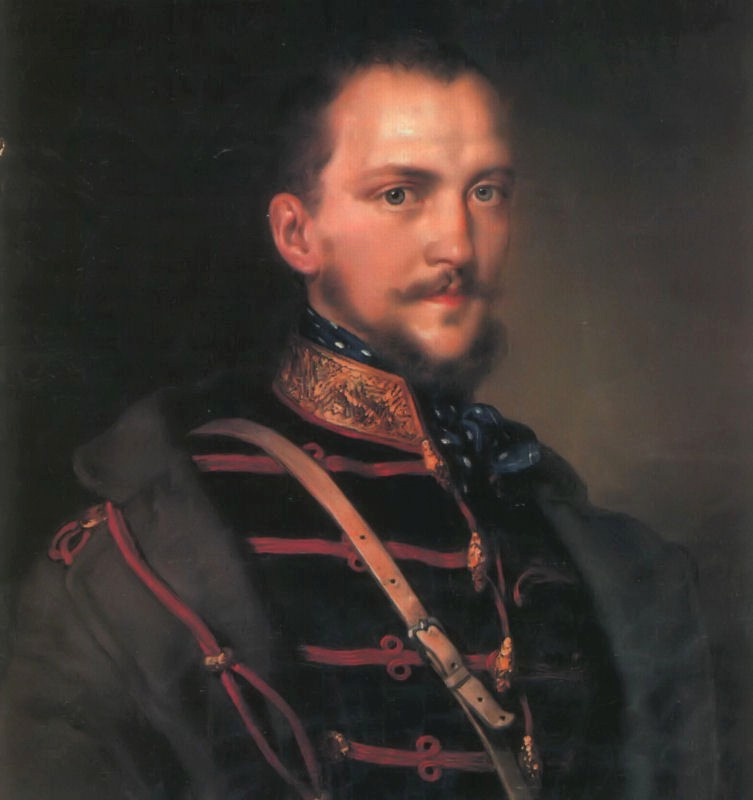
Artúr Görgei

Între timp, pe 30-31 martie 1849 s-au făcut planuri pentru Campania de Primăvară a Armatei Revoluționare Maghiare, condusă de generalul Görgei, cu scopul de a elibera teritoriile maghiare ocupate de austrieci care se aflau la vest de râul Tisa și reprezentau cea mai mare parte a teritoriului Regatului Ungariei. Forțele maghiare numărau aproximativ 47.500 de soldați și 198 de tunuri, fiind organizate în patru corpuri de armată, conduse de generalii György Klapka (corpul I), Lajos Aulich (corpul II), János Damjanich (corpul III) și András Gáspár (corpul VII).
Forțele imperiale de ocupație conduse de Windisch-Grätz numărau 55.000 de soldați și 214 tunuri și erau organizate în trei corpuri de armată, conduse de Feldmarschall-Leutnant-ul Josip Jelačić (corpul I), generalul locotenent Anton Csorich (corpul II) și generalul Franz Schlik (corpul III), plus divizia condusă de generalul locotenent Georg Heinrich Ramberg.
Potrivit planului maghiar, elaborat de Antal Vetter, corpul de armată VII, aflat sub comanda lui András Gáspár, trebuia să distragă atenția lui Windisch-Grätz prin efectuarea unui atac în direcția orașului Hatvan, în timp ce celelalte trei corpuri (I, II, III) urmau să încercuiască forțele austriece dinspre sud-vest, tăindu-le legătura cu orașele capitală (Pesta și Buda). Corpul VII urma să rămână la Hatvan până pe 5 aprilie și apoi să ajungă la Bag în ziua următoare. Atacul asupra forțelor austriece trebuia să aibă loc din două direcții la Gödöllő pe 7 aprilie, în timp ce corpul I urma să avanseze către Kerepes și să-i atace pe austrieci din spate, împiedicându-i să se retragă înspre Pesta. Cheia planului era ca austriecii să nu descopere mișcarea trupelor maghiare până când nu s-a încheiat încercuirea lor.

## Preludiu
Pe 2 aprilie au început luptele preliminare atunci când corpul VII maghiar condus de András Gáspár s-a ciocnit cu corpul III austriac condus de Franz Schlik în Bătălia de la Hatvan. Schlik a vrut să obțină informații despre pozițiile și efectivele armatei maghiare pe care să i le comunice lui Windisch-Grätz și a avansat către Hatvan, dar a fost învins acolo de corpul VII maghiar și forțat să se retragă fără a-și îndeplini scopul. Windisch-Grätz a presupus că Schlik a luptat cu principala armata maghiară și nu a aflat poziția reală în care se aflau grosul trupelor maghiare.

Harta contemporană a teritoriului pe care a avut loc Bătălia de la Isaszeg și a împrejurimilor sale, unde s-au aflat temporar sau permanent trupele maghiare și cele habsburgice și comandanții lor în ziua bătăliei: 6 aprilie 1849

În acest timp celelalte trei corpuri maghiare s-au deplasat, potrivit planului campaniei, către sud-vest și pe 4 aprilie s-au confruntat cu corpul I imperial, condus de Josip Jelačić, în Bătălia de la Tápióbicske și l-au învins. Deși atacul lui György Klapka la Tápióbicske a dezvăluit locul real în care se aflau masate trupele maghiare comandantul militar maghiar Görgei a decis să continue executarea planului original.
Dar, după lupta de pe 4 aprilie, Jelačić, banul Croației, a pretins în fața lui Windisch-Grätz că el i-a învins, de fapt, pe maghiari, inducându-l în eroare pe feldmareșal care i-a dat ordinul să-i urmărească pe maghiari. Aceștia din urmă nu au fugit, ci s-au masat în jurul cartierului general al lui Windisch-Grätz de la Gödöllő, feldmareșalul plănuind un atac asupra forțelor maghiare în dimineața următoare. Pe 5 aprilie, el a trimis două companii de lăncieri, două companii de cavalerie și două tunuri sub comanda generalului locotenent Franz Liechtenstein într-o misiune de recunoaștere la Hatvan, dar, după câteva schimburi de focuri cu patru companii maghiare de husari, s-au retras. Temându-se că forțele principale ale inamicului îl vor atace dinspre sud și îi vor tăia liniile de legătură cu capitala sau de la nord și vor elibera cetatea Komárom de asediul imperial aflat în desfășurare, mareșalul a trimis corpul III al lui Franz Schlik la Gödöllő și corpul I al lui Jelačić spre sud la Isaszeg. Două brigăzi ale corpului II, conduse de generalul-locotenent Ladislas Wrbna, au fost, de asemenea, trimise la Vác, iar generalului locotenent Georg Heinrich Ramberg i s-a ordonat să li se alăture cu brigada lui. Două brigăzi au rămas în Pesta. Astfel Windisch-Grätz și-a risipit forțele pe o distanță de 54 de kilometri, ceea ce a făcut imposibil ca unitățile sale să se poată ajuta eficient unele pe altele (unele trupe se aflau la mai mult de o zi distanță de fiecare din celelalte) în situația unei bătălii.

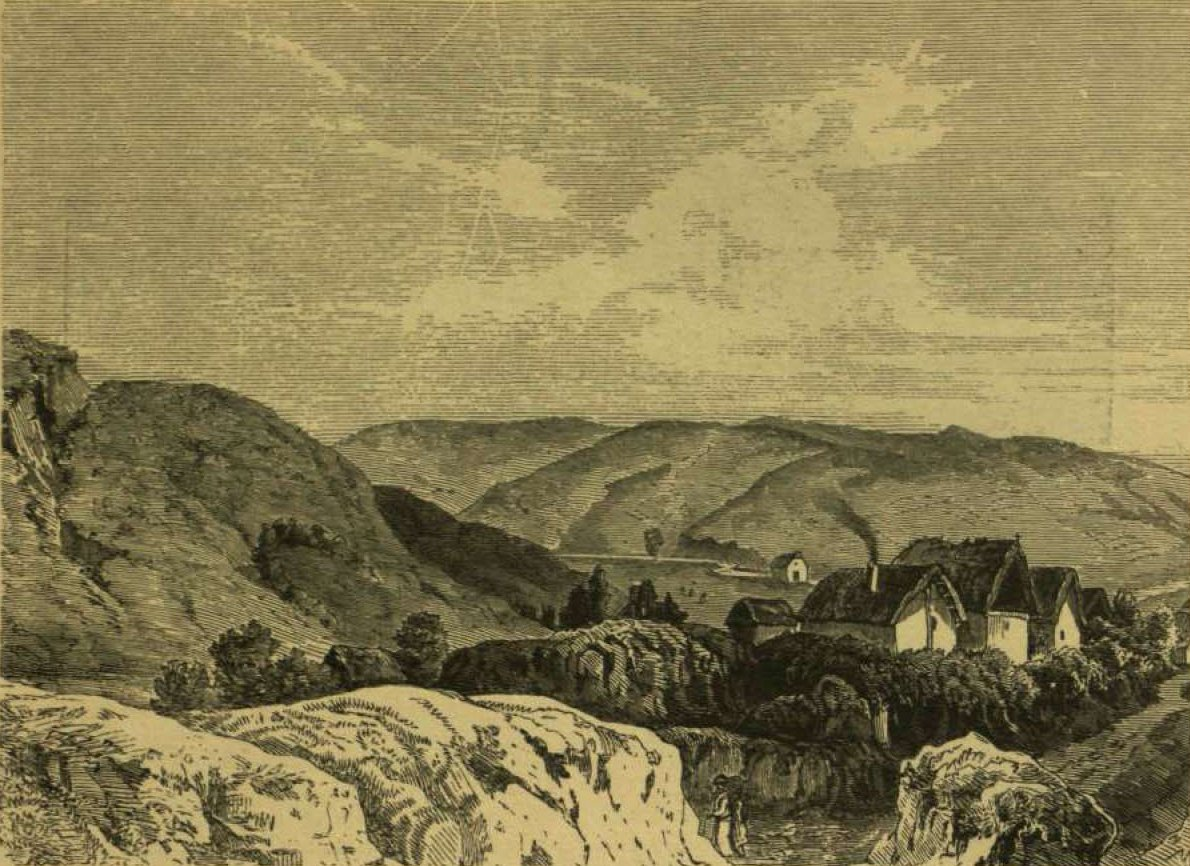
Locul unde a avut loc Bătălia de la Isaszeg (6 aprilie 1849).

Deși linia frontului maghiar avea o lungime de doar 22 de kilometri, Görgei putea disloca numai două treimi din trupele sale în orice punct al bătăliei din cauza ordinelor specifice pe care le dăduse generalilor cu privire la mișcările lor înainte de atacul plănuit pentru ziua de 7 aprilie. Gáspár a primit ordinul să se deplaseze de la nord și să ocupe localitatea Bag, iar corpul III al lui Damjanics trebuia să se deplaseze de la Tápiószecső și să ocupe satul Isaszeg. Corpul I al lui Klapka trebuia, de asemenea, să se deplaseze spre Isaszeg, în timp ce una dintre brigăzile sale trebuia să ocupe localitatea Pécel, și corpul II al lui Aulich avea ordin să se stabilească pe poziție la Dány și Zsámbok. Planul lui Görgei era ca Gáspár să rețină trupele de pe aripa stângă a armatei imperiale, în timp ce celelalte trei corpuri trebuiau să atace armata imperială la Isaszeg. Acest atac urma să împingă armatele imperiale la nord de Pesta, facilitând eliberarea capitalei Ungariei de pe malul estic al Dunării. Windisch-Grätz era forțat să aleagă între două opțiuni: să accepte o luptă în care maghiarii aveau superioritate sau să se retragă în Pesta, care era greu de apărat, fiind deschisă atacurilor din trei direcții. Orașul avea pe atunci un singur pod, care era neterminat (Podul cu Lanțuri), pentru a permite trupelor sale să treacă Dunărea și să se retragă în Buda, o sarcină care i-ar fi fost imposibil să o realizeze cu succes. Windisch-Grätz ar fi ales răul cel mai mic dintre cele două rele.
În dimineața zilei de 6 aprilie, la ora 6, trupele austriece s-au retras către Gödöllő. Jelačić a ajuns la Isaszeg la ora 11 și și-a stabilit tabăra pe dealurile din apropierea satului, raportându-i lui Windisch-Grätz că trupele maghiare îl urmăreau dinspre sud. Feldmareșalul i-a ordonat să afle forța militară a inamicului și, în caz că efectivul său era suficient, să intre în luptă cu inamicul.

## Lupta
Bătălia era planificată pentru ziua de 7 aprilie, iar pe 6 aprilie Görgei a ordonat trupelor sale să se deplaseze și să ocupe locurile desemnate cu scopul de a începe lupta a doua zi. El însuși se afla în Kóka (la 14,81 km de Isaszeg). Cu toate acestea, atunci când trupele s-au deplasat în locurile unde trebuiau să aștepte, ele au întâlnit soldați inamici și, ca urmare, bătălia a început mai devreme. Începutul neașteptat al bătăliei i-a luat pe ambii comandanții prin surprindere, provocând agitație și confuzie.
Gáspár s-a deplasat cu 14.258 de militari și 66 de tunuri la Aszód, Tura și Bag pe malul râului Galga la ora 12:30. El a trimis o divizie comandată de colonelul György Kmety ca să ocupe localitatea Hévízgyörk, unde au dat peste cavaleria lui Franz Schlik, și după ce militarii imperiali s-au retras, maghiarii s-au stabilit pe poziție. Gáspár nu a ordonat deplasarea înainte a trupelor sale chiar și după ce a auzit zgomotele bătăliei din apropiere, susținând că el respectă ordinele specifice primite de la Görgei în ziua precedentă de a rămâne în această poziție până în ziua următoare. Acest lucru a însemnat că unitatea sa, cea mai mare dintre cele patru corpuri maghiare de armată corpul I-10.817 militari, corpul II-8.896 militari, corpul III-11.592 de militari), a fost absentă pe tot parcursul luptei.

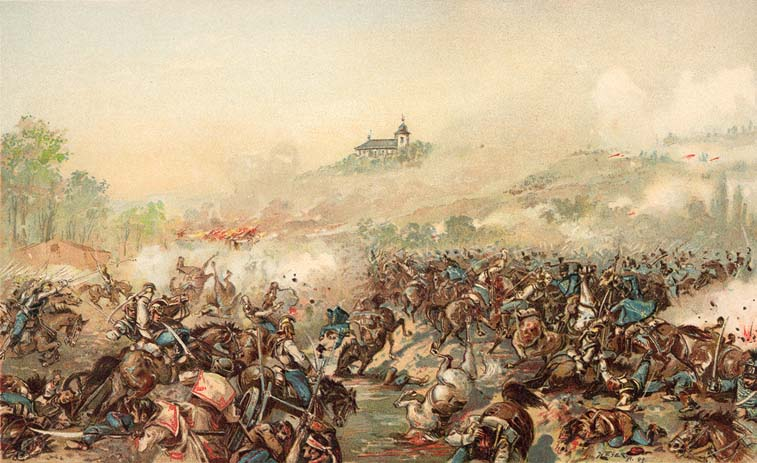
Lupta de cavalerie în Bătălia de la Isaszeg (6 aprilie 1849)

În același timp, cele două corpuri ale lui Klapka și Damjanich au ajuns în apropierea Királyerdő (Pădurea Regală), care se afla în vecinătatea satului Isaszeg către est. Aici trupele lui Damjanich au atacat brigada din spate a corpului I al lui Jelačić, urmărind-o afară din pădure către Isaszeg și dând foc pădurii în mai multe locuri. Apoi trupele lui Klapka au atacat brigada generalului maior Franz Adam Grammont von Linthal, urmărind-o spre Isaszeg. Batalioanele maghiare 28 și 34 comandate de maiorul István Zákó și locotenent-colonelul János Bobich au ajuns, dar superioritatea celor trei brigăzi de infanterie și a celor trei brigăzi de cavalerie ale lui Jelačić a cauzat pierderi grele celor două batalioane și le-a forțat să se retragă spre pădure. Atacul cuirasierilor austrieci a fost în cele din urmă respins de focurile de armă ale batalioanelor 44 și 47 ale lui Klapka, apoi a intervenit atacul din lateral al brigăzii lui Bódog Báthory Sulcz, iar în cele din urmă cele două batalioane maghiare au pornit în urmărirea vânătorilor imperiali austrieci prin pădurea Királyerdő. Dar trupele maghiare au fost împiedicate la rândul lor să părăsească pădurea de focurile unităților militare croate poziționate pe un deal din apropierea satului Isaszeg.

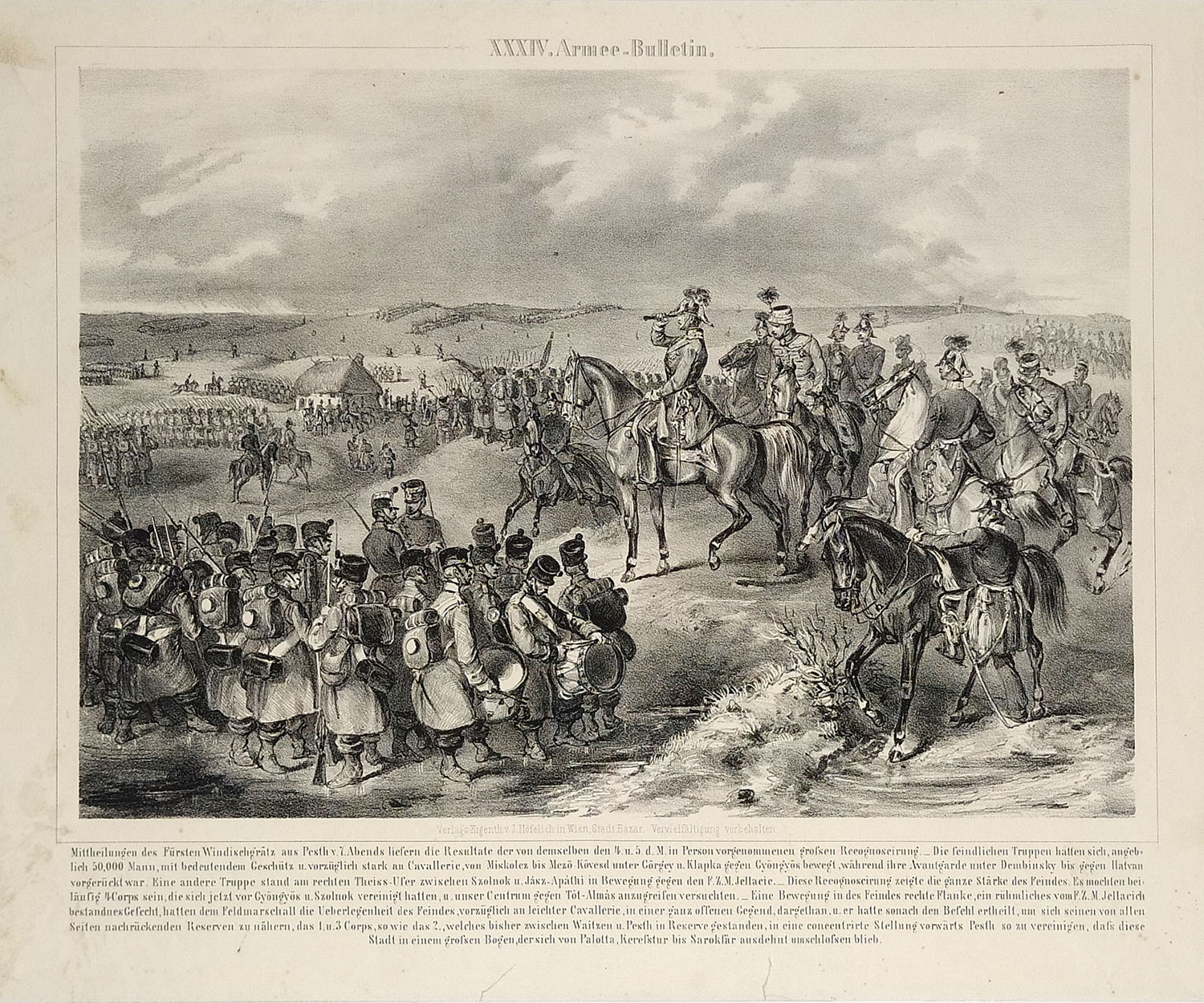
Alfred I, Prinț de Windisch-Grätz observând situația militară în timpul Bătăliei de la Isaszeg (6 aprilie 1849)

La ora 2 unitățile componente ale corpului III al lui Damjanich au traversat pădurea și, după ce au urmărit brigada lui Daniel Rastić prin pădure, s-au poziționat la capătul vestic al acesteia. Brigada lui Rastić s-a retras peste pârâul Rákos, unde, împreună cu divizia lui Schultzig, care fusese trimisă de Jelačić să-i vină în ajutor, a respins atacul brigăzii lui Zákó din corpul lui Klapka. Acest eveniment a produs dezordine brigăzii lui Zákó, precum și brigăzii lui Bobich din același corp, făcându-le să se retragă.
În acest moment Klapka, un foarte capabil general maghiar și unul dintre eroii Războiului de Independență al Ungariei, s-a panicat în mod inexplicabil și i-a lăsat pe comandanții unităților sale să acționeze după propriile lor idei. Unul dintre ei, János Bobich, a început un atac, dar a fost respins de focurile inamicului. Damjanich a trimis o brigadă în ajutorul trupelor asediate ale lui Klapka și o altă brigadă la capătul de nord al pădurii. Apoi, el a dispus poziționarea tunurilor pe un teren înalt și a cavaleriei în capătul pădurii, între trupele sale și cele ale lui Klapka, chiar în mijlocul frontului maghiar. Damjanich intenționa să pornească la atac pentru a ușura situația trupelor lui Klapka, dar acesta din urmă, crezând că situația era fără speranță, a început să-și retragă trupele înainte de a-i sosi întăririle. Damjanich a rămas pe poziție și, când a văzut trupele austriece trimise să-l urmărească pe Klapka, a trimis una dintre cele mai bune unități ale sale, batalionul 9, împreună cu batalionul 3, pentru a veni în ajutor trupelor lui Klapka. Cele două brigăzi ale lui Klapka (Zákó și Bobich), împreună cu cele două batalioane ale lui Damjanich, au contraatacat și au împins trupele lui Jelačić pe înălțimile de pe malul drept al pârâului Rákos.
În acest timp, corpul II al lui Aulich se afla încă la Dány și Zsámbok, în ciuda faptului că Aulich primise un mesaj de la Damjanich să se grăbească să intre în luptă. Aulich, la fel ca Gáspár, a insistat pe respectarea ordinelor lui Görgei din ziua anterioară de a rămâne pe poziție până pe 7 aprilie. Dar, după ce a primit ordin de la șeful Statului Major General, locotenent-colonelul József Bayer, el a ordonat în cele din urmă trupelor sale să se îndrepte spre Isaszeg.

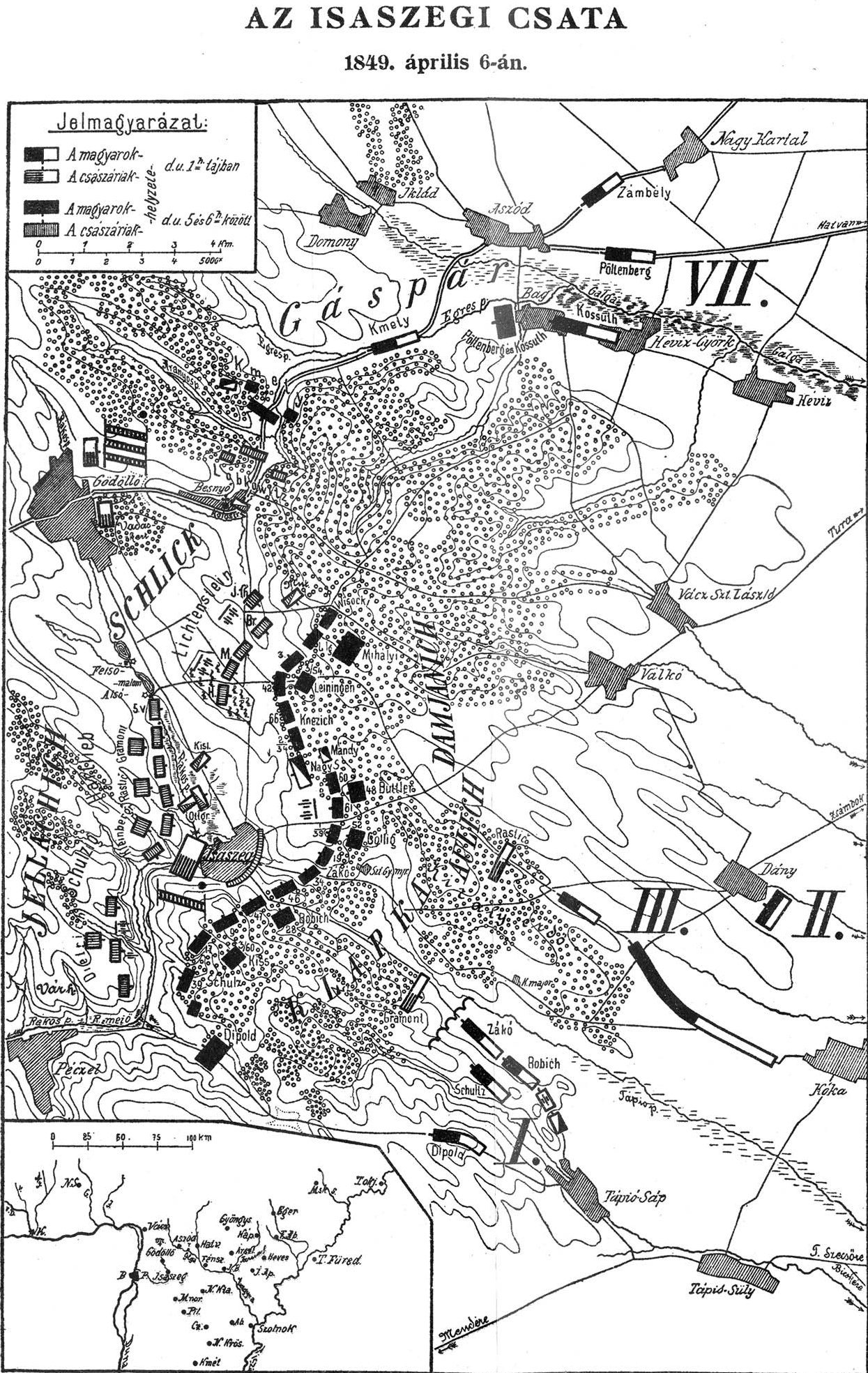
O hartă a Bătăliei de la Isaszeg. Negru – maghiari, gri – austrieci. Dreptunghiurile pe jumătate albe se referă la situația din jurul orei 1, dreptunghiurile monocrome (negru și gri) la situația în jurul orelor 5-6

La ora 3 toate cele patru corpuri de armată maghiare luptau în mod haotic deoarece acțiunile ordonate de comandanții lor erau necoordonate. Görgei se afla încă la Kóka și nu știa ceea ce se întâmplă, pregătindu-se pentru o luptă despre care credea că va începe în ziua următoare. În acest moment a sosit unul dintre husarii maghiari și l-a informat că lupta a început și era pe cale de a fi pierdută. Auzind aceasta, Görgei a pornit în grabă spre câmpul de luptă.
Între timp trupele lui Damjanich au continuat atacul împotriva înălțimilor apărat de trupele lui Jelačić, dar au fost luate prin surprindere dinspre nord de divizia lui Franz Liechtenstein, trimisă de Schlik. Damjanich nu-și protejase flancul nordic deoarece credea că Gáspár va ataca trupele lui Schlik, care vor rămâne în poziție. Corpul III maghiar era prins acum între două fronturi, fiind forțat să se retragă în Királyerdő, să recupereze terenul pierdut acolo și să-și apere poziția de atacurile infanteriei austriece. La ora 4 cele două brigăzi ale lui Klapka nu mai puteau continua singure lupta, astfel încât s-au retras în pădure. Jelačić a ordonat un atac general împotriva unităților maghiare din toate direcțiile. Acest moment a fost un moment critic al bătăliei, pentru că pe câmpul de luptă se aflau 26.000 de militari imperiali împotriva a 14.000 de maghiari, iar doar o jumătate din artileria maghiară era disponibilă. Trupele lui Aulich erau la Dány, iar Gáspár nu-și deplasase corpul VII. Maghiarii au fost nevoiți deci să se apere.
Görgei a ajuns la ora 4, la marginea de est a pădurii Királyerdő în același timp cu corpul lui Aulich care era gata să se alăture luptei. Comandantului suprem maghiar i s-a spus, de asemenea, că unitățile lui Gáspár ocupaseră poziția de pe linia râului Galga. În acest moment Görgei a făcut greșeala de a nu-i trimite lui Gáspár un ordin de deplasare, gândindu-se că el făcea deja acest lucru, dar în realitate Gáspár stătea în poziție și aștepta primirea de noi ordine. Görgei a scris în memoriile sale că a fost dezinformat de husarul care i-a transmis raportul lui Gáspár și i-ar fi spus că comandantul său înainta deja spre Gödöllő. Görgei s-a gândit acum că ar fi putut încercui și distruge cu ușurință principalele trupe imperiale dacă corpul lui Gáspár i-ar fi atacat pe austrieci de la nord-vest, trupele lui Damjanich ar menține linia de apărare din pădure, iar Klapka ar ataca și i-ar alunga pe austrieci către nord. Dar planul a eșuat din cauza greșelii lui Görgei de a nu trimite un mesaj către corpul VII, iar Gáspár a ales să rămână în poziția sa în ciuda faptului că a auzit zgomotul canonadei. Dacă s-ar fi profitat de ocazie, este posibil ca războiul să se fi decis atunci și acolo, în favoarea cauzei maghiare. László Pusztaszeri a explicat că inactivitatea lui Gáspár s-ar fi datorat parțial sentimentelor sale proimperiale și că, după Declarația de Independență a Ungariei adoptată de Parlamentul Ungariei pe 14 aprilie 1849, el a cerut o permisie și nu s-a mai întors niciodată pentru a servi în Armata Maghiară.
Odată cu sosirea lui Görgei și Aulich problemele nu s-au terminat pentru armata maghiară. Trupele lui Klapka se retrăgeau încă, iar locurile lăsate goale la marginile pădurii puteau fi ocupate de trupele austriece, împărțind armata maghiară în două părți fără legătură una cu alta. Görgei a repartizat batalioanele corpului II al lui Aulich în zonele amenințate în modul următor: patru batalioane pe flancul drept pentru a-l ajuta pe Damjanich, două la mijloc pentru a umple golul creat de retragerea lui Klapka și batalionul 61 pe flancul stâng pentru a-l ajuta pe Klapka. Görgei s-a consultat, de asemenea, cu Klapka, care a vrut să-și continue retragerea, spunând că trupele sale au rămas fără cartușe și erau foarte obosite, așa că „astăzi este imposibilă obținerea victoriei, dar mâine va fi posibilă din nou”. Dar Görgei i-a răspuns: „[...] rapiditatea retragerii infanteriei tale arată că aceasta nu este atât de obosită, astfel că ea poate încerca unele atacuri la baionetă, iar pentru aceasta are suficiente cartușe chiar dacă le-au folosit într-adevăr pe toate. Astăzi trebuie să câștigăm sau putem să ne întoarcem în mlaștinile Tisei! Există doar două soluții, nu avem o a treia. Damjanich este încă la postul său și Aulich avansează - trebuie să câștigăm!” Aceste cuvinte l-au convins pe Klapka să ordone trupelor sale să avanseze din nou și să ocupe satul Isaszeg.

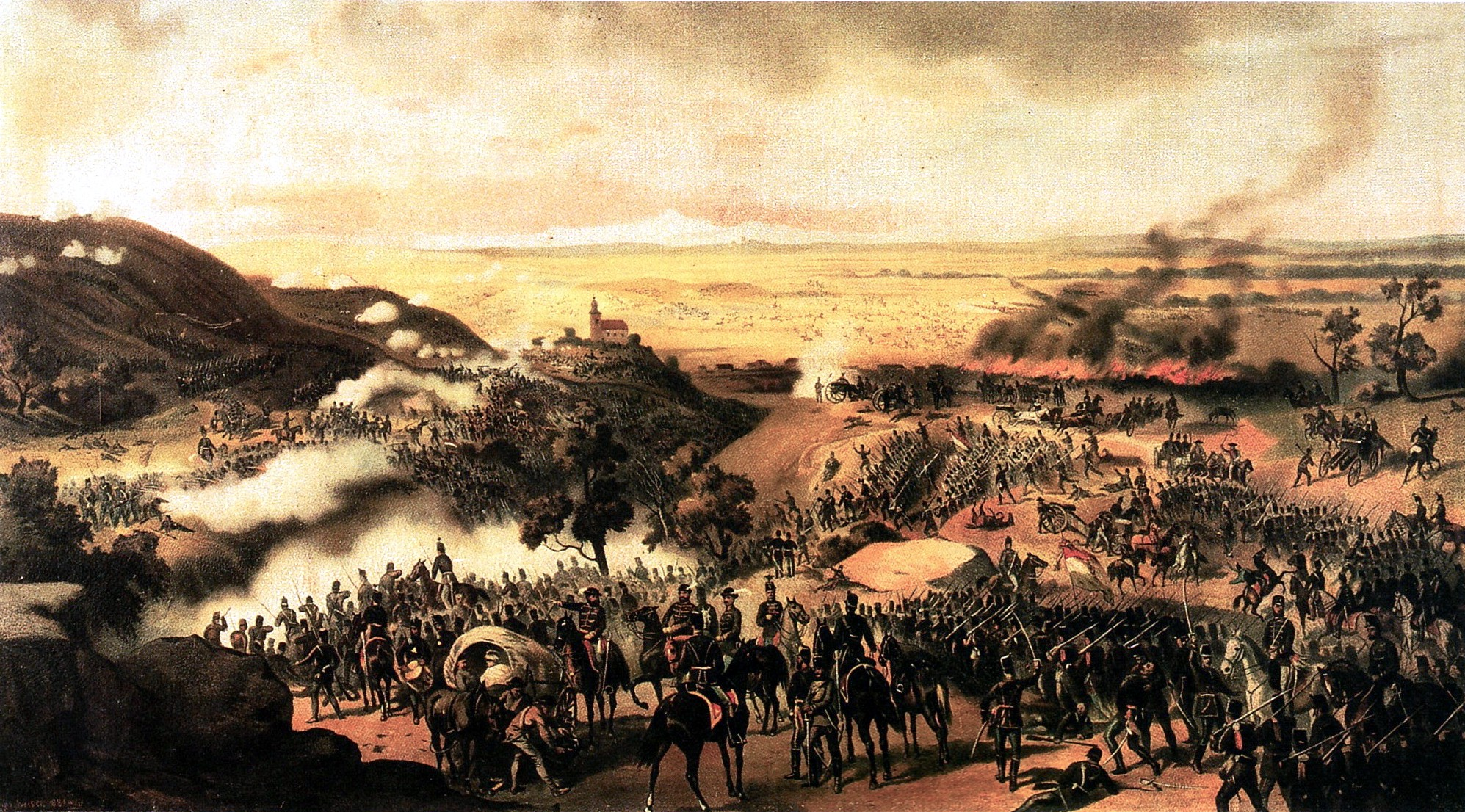
Bătălia de la Isaszeg

Görgei s-a grăbit apoi către  flancul drept și i-a spus lui Damjanich că l-a convins pe Klapka să oprească retragerea și să atace. Damjanich nu avea încredere că Klapka ar putea realiza ceea ce i-a ordonat Görgei, dar s-a supus ordinelor comandantului său și a continuat să lupte împotriva atacurilor lui Liechtenstein. Sosirea ulterioară a celor patru batalioane ale lui Aulich a creat o confuzie, deoarece trupele corpului III au crezut că au sosit austriecii și au început să tragă unii împotriva celorlalți, dar au fost opriți la scurt timp de Damjanich și Görgei. Luptele îndelungate de pe flancul drept dezintegraseră batalioanele lui Damjanich, astfel încât el nu a putut folosi superioritatea numerică a infanteriei sale (10 batalioane) pentru a porni un atac împotriva a cinci batalioane austriece de infanterie cu care se confruntau. Această sarcină a fost făcută imposibilă, de asemenea, de superioritatea numerică a cavaleriei austriece, care avea 34 de companii față de cele doar 17 ale armatei maghiare, și de superioritatea artileriei austriece, deoarece trupele imperiale aveau de două ori mai multe tunuri decât  Damjanich. Deci, pe flancul drept nu s-a întâmplat nimic deosebit până în jurul orei 23. Dar în acel moment batalioanele 25, 48, 54 și 56 ale corpului II al lui Aulich II, împreună cu corpul III al lui Damjanich, a reușit să împingă inamicul spre Gödöllő.
Pe flancul stâng victoria a venit mai devreme, pentru că la ora 7 seara trupele lui Klapka și Aulich au început în cele din urmă atacul și au reușit să iasă din pădurea Királyerdő cu ajutorul tunurilor maghiare, capturând satul Isaszeg, aflat în flăcări, printr-un atac la baionetă și alungând trupele imperiale de pe malul drept al pârâului Rákos. Cavaleria lui Jelačić, alcătuită din cuirasierii conduși de generalul maior Ferenc Ottinger, a traversat pârâul Rákos pentru a începe un contraatac, dar artileria și cavaleria maghiară, formată în principal de husarii colonelului József Nagysándor, a alungat-o înapoi. Șeful Statului Major General al Armatei Revoluționare Maghiare, József Bayer, a ordonat corpului I să-și urmărească inamicul și să înainteze către Kerepes, dar Klapka a refuzat, susținând că trupele sale sunt prea obosite. Trupele imperiale care se retrăgeau în grabă au fost urmărite doar de divizia lui György Kmety, dar el nu le-a putut ajunge.
Astfel, în final, comandantul corpurilor maghiare care a decis soarta bătăliei în favoarea Ungariei a fost Klapka, în ciuda eșecului inițial. Windisch-Grätz, care a crezut la ora 7 că a obținut victoria, a fost nevoit la ora 9 să ordone retragerea trupelor sale. Chiar și după ce bătălia a fost decisă de atacul corpului I, Görgei nu era încă sigur cu privire la rezultatul acesteia, pentru că luptele din centru și de pe flancul drept au continuat până seara târziu. Abia atunci când a ajuns la trupele de pe flancul stâng a aflat de la Aulich că corpul I al lui Jelačić a început să se retragă spre Gödöllő și și-a dat seama că maghiarii au câștigat bătălia.

## Urmări
Bătălia de la Isaszeg a fost, după Bătălia de la Kápolna, cea de-a doua confruntare între Armata Imperială Habsburgică și Armata Revoluționară Maghiară. Deși nu a fost o înfrângere zdrobitoare pentru niciuna dintre armatele combatante, ea a influențat moralul atât al învingătorilor, cât și al învinșilor. În timp ce generalii maghiari, cu excepția lui Ándrás Gáspár, au arătat capacitatea de a lua decizii atunci când au fost pe cont propriu, generalii imperiali, cu excepția lui Franz Schlik, au eșuat în îndeplinirea acestei sarcini. Windisch-Grätz a înțeles complet greșit situația înainte de luptă, împrăștiindu-și trupele sale, așa că corpul II comandat de Anton Csorich și divizia lui Georg Heinrich Ramberg nu au putut participa la luptă. Deși și Görgei a făcut greșeli, neordonându-i lui Gáspár să se alăture luptei, deoarece credea că acesta pornise deja spre câmpul de luptă, el a reușit să organizeze eficient majoritatea trupelor și să câștige bătălia.
Bătălia de la Isaszeg a fost diferită de Bătălia de la Kápolna, în care, într-o situație similară, comandantul maghiar Henryk Dembiński nu a reușit să-și organizeze trupele pe câmpul de luptă, permițându-i lui Windisch-Grätz să câștige bătălia.
Cel mai important rezultat al bătăliei a fost că Armata Maghiară a luat inițiativa militară pentru două luni, învingând Armata Habsburgică într-o serie de lupte (Bătălia de la Vác, Bătălia de la Nagysalló, Bătălia de la Komárom, Asediul Budei) și forțând-o să se retragă spre vest. De asemenea, Bătălia de la Isaszeg a jucat un rol decisiv în demiterea de către împărat a lui Windisch-Grätz de la conducerea armatelor habsburgice pe 12 aprilie, fiind numit în locul său feldzeugmeister-ul Ludwig von Welden; până la sosirea acestuia îndatoririle sale au fost îndeplinite de generalul Josip Jelačić. Cu toate acestea, aceste modificări la comanda armatei nu au produs o schimbare a situației militare austriece, iar militarii austrieci au suferit noi înfrângeri și au fost nevoiți să se retragă de pe aproape toate teritoriile ocupate în Ungaria între decembrie 1848 și martie 1849.

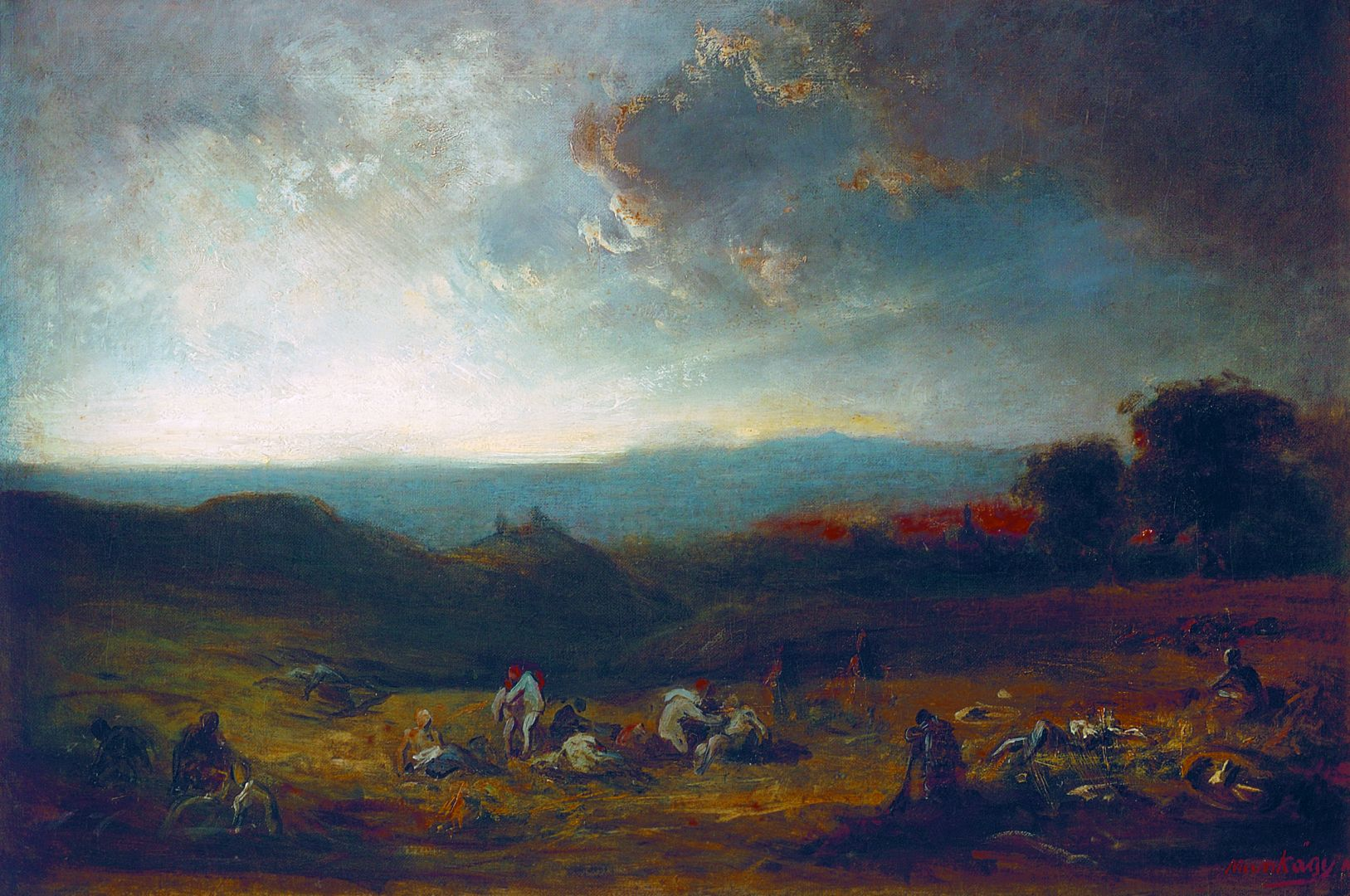
Câmpul de luptă de la Isaszeg

A doua zi după Bătălia de la Isaszeg, Lajos Kossuth, președintele Comitetului de Apărare Națională a ajuns la Gödöllő și s-a mutat în Palatul Grassalkovich, care fusese reședința cartierului general al lui Windisch-Grätz, până în ziua precedentă. Aici el a elaborat Declarația de Independență a Ungariei, care a proclamat îndepărtarea Casei de Habsburg de la conducerea Ungariei și independența totală a Ungariei. Deși independența a fost declarată oficial la data de 14 aprilie 1849 în Debrețin, ea a fost decisă la Gödöllő în urma victoriilor din Campania de Primăvară și în special în Bătălia de la Isaszeg.
De asemenea, s-a elaborat la Gödöllő un plan pentru cea de-a doua fază a Campaniei de Primăvara. Acest plan se baza pe crearea impresiei pentru comandanții militari imperiali că Armata Maghiară dorea să elibereze capitalele Ungariei: Pesta și Buda, în timp ce, în fapt, forțele principale urmau să se deplaseze către nord, eliberând fortăreața maghiară Komárom, asediată din luna ianuarie de către forțele imperiale. În timp ce corpul II, condus de Lajos Aulich, a rămas în fața Pestei, cu misiunea de a induce în eroare forțele imperiale, făcând o serie de manevre militare care să-i determine pe comandanții austrieci să creadă că principalele forțe maghiare se aflau încă în fața capitalei plănuind un atac frontal împotriva ei, corpurile I, III și VII au executat perfect planul stabilit și pe 26 aprilie au eliberat cetatea Komárom. Acest eveniment a forțat principalele forțe austriece aflate în capitală, cu excepția a 4.890 de soldați, care au fost lăsați să apere cetatea Buda, să se retragă către granița cu Austria, permițând astfel eliberatoare aproape completă a Ungariei de sub ocupația austriacă.

## Amintirea bătăliei
Celebrul scriitor romantic maghiar Mór Jókai a transformat Revoluția Maghiară și Războiul de Independență al Ungariei în subiect al popularului său roman Fiii omului cu inima de piatră (titlul original: A kőszívű ember fiai). Bătălia de la Isaszeg este viu prezentată în capitolele XIX și XX ca unul dintre principalele evenimente ale romanului, în care apar mai multe dintre personajele sale principale ca luptători în rândurile Armatei Maghiare sau ale Armatei Imperiale Austriece. Acest roman a fost, de asemenea, adaptat în 1965 într-un film, având același titlu (A kőszívű ember fiai) cu romanul și incluzând Bătălia de la Isaszeg ca una dintre cele mai importante scene ale sale.
În prezent lupta este reconstituită în fiecare an, la aniversarea sa, pe 6 aprilie, la Isaszeg și în împrejurimile sale.

## Legături externe
- hu  Video animation about the Battle of Isaszeg
- hu  Modern day reenactment of the battle, on 06.04.1014